# Оран (футбольный клуб)
«МК Оран» (араб. نادي مولودية وهران‎, фр. Mouloudia Club d'Oran) — футбольный клуб из города Орана, Алжира. Создан в 1917 году, домашние матчи проводит на стадионе Ахмед Забана (стадион) вмещающем 40,000 человек.

## Достижения

### Местные
- Чемпион Алжира (4)
  - Победитель: (1971, 1988, 1992, 1993)
- Кубка Алжира (4)
  - Победитель: (1975, 1984, 1985, 1996)
- Кубка де ла лигуе Алжира (1)
  - Победитель: (1996)

### Международные
- Лига чемпионов КАФ
  - Вице Чампион: 1989
- Арабский кубок обладателей кубков по футболу (2)
  - Победитель: 1997, 1998
- Арабский суперкубок по футболу (1)
  - Победитель: 1999

## Известные игроки
- Беллуми Лахдар

## Известные тренеры
- Борис Подкорытов